# Bakery Basket Piacenza 2023-2024
Questa voce raccoglie le informazioni riguardanti la Bakery Basket Piacenza nelle competizioni ufficiali della stagione 2023-2024.

## Stagione
La stagione 2023-2024 della Pallacanestro Piacentina, sponsorizzata Bakery, è la 1ª annata della squadra nella terza serie italiana, la Serie B Nazionale.

## Formula
La Stagione prevede due gironi da 18 squadre ciascuno, turni di andata e ritorno. Al termine:
- Le prime 8 classificate di ogni girone accedono a 2 tabelloni playoff da 8 squadre ciascuno, su tre turni. Le due squadre vincenti nel turno finale sono promosse in Serie A2 2024/2025.
- Le squadre classificate dal 14º al 17º posto accedono ai playout, su un turno, al termine del quale le quattro squadre perdenti sono retrocesse in Serie B Interregionale.
- Scendono direttamente in Serie B Interregionale le squadre che al termine della stagione regolare si classificano al 18º posto.

## Organigramma societario
Dati aggiornati al 21 settembre 2023:
- STAFF DIRIGENZIALE:

Presidente:   Caterina Zanardi
Team Manager:    Enrico Bergonzi
Club Manager:    Simone Zamboni
Dirigente addetto arbitri:  Marco Galli
Responsabile Ufficio Stampa:    Giovanni Bocciero
Responsabile Marketing:    Nicolo' Antonioli
Responsabile Comunicazione:    Renato Scherz
- STAFF TECNICO

Allenatore: Giorgio Salvemini
Vice allenatore:  Alessandro Bernini
Vice allenatore: Ludovico Bazzoni
Preparatore Fisico:  Marco Merli
Fisioterapista:  Alessandro De Joannon
Fisioterapista:  Alberto Bubba
Medico: Eugenio Janelli

## Roster
Aggiornato al 27 febbraio 2024.
| Pallacanestro Piacentina 2023-2024 | Pallacanestro Piacentina 2023-2024 |
| Giocatori                          | Staff tecnico                      |
| ---------------------------------- | ---------------------------------- |

| N. | Naz.                 | Ruolo | Nome                   | Anno | Alt.   | Peso   |  |
| -- | -------------------- | ----- | ---------------------- | ---- | ------ | ------ |  |
| 0  | Italia (bandiera)    | G     | William Wiltshire      | 2001 | 197 cm | 85 kg  |  |
| 3  | Italia (bandiera)    | G     | Martino Criconia       | 1998 | 196 cm | 83 kg  |  |
| 5  | Italia (bandiera)    | A     | Matteo Barattieri      | 2005 | 195 cm | 80 kg  |  |
| 6  | Italia (bandiera)    | A     | Nicolò Bertocco        | 1995 | 198 cm | 83 kg  |  |
| 7  | Italia (bandiera)    | P     | Jacopo Soviero         | 2001 | 190 cm | 85 kg  |  |
| 8  | Italia (bandiera)    | G     | Zakaria El Agbani      | 2001 | 186 cm | 80 kg  |  |
| 10 | Argentina (bandiera) | G     | Benjamin Marchiaro     | 2004 | 194 cm | 85 kg  |  |
| 11 | Italia (bandiera)    | A     | Mattia Mastroianni (C) | 1994 | 203 cm | 93 kg  |  |
| 12 | Argentina (bandiera) | P     | Lucas Maglietti        | 2003 | 181 cm | 75 kg  |  |
| 15 | Italia (bandiera)    | G     | Tommaso Perugino       | 2005 | 182 cm | 70 kg  |  |
| 16 | Italia (bandiera)    | A     | Mattia Civetta         | 2005 | 190 cm | 90 kg  |  |
| 17 | Italia (bandiera)    | C     | Luca Manenti           | 2002 | 203 cm | 93 kg  |  |
| 20 | Italia (bandiera)    | G     | Mattia Molinari        | 2005 | 185 cm | 75 kg  |  |
| 21 | Italia (bandiera)    | A     | Matteo Zanetti         | 2001 | 194 cm | 96 kg  |  |
| 22 | Italia (bandiera)    | P     | Samuele Ringressi      | 2004 | 177 cm | 70 kg  |  |
| 23 | Slovenia (bandiera)  | A     | Jure Besedić           | 1992 | 207 cm | 113 kg |  |
| 32 | Argentina (bandiera) | C     | Lisandro Rasio         | 1990 | 197 cm |        |  |
| 99 | Italia (bandiera)    | C     | Pietro Alberici        | 2005 | 198 cm | 100 kg |  |

| Allenatore                                                                                          |
| - Giorgio Salvemini                                                                                 |
| Assistente/i                                                                                        |
| - Alessandro Bernini - Ludovico Bazzoni Legenda - (C) Capitano - (IN) Inattivo - Infortunato Roster |

## Mercato

### Sessione estiva
| Acquisti | Acquisti           | Acquisti        | Acquisti   |
| R.       | Nome               | da              | Modalità   |
| -------- | ------------------ | --------------- | ---------- |
| Al       | Augusto Conti      | Tigers Romagna  | definitivo |
| Al       | Giorgio Salvemini  | ANB Monopoli    | definitivo |
| G        | William Wiltshire  | Pall. Crema     | definitivo |
| G        | Benjamin Marchiaro | N.P.C. Rieti    | definitivo |
| G        | Martino Criconia   | Pall. Mantovana | definitivo |
| P        | Lucas Maglietti    | N.P.C. Rieti    | definitivo |
| C        | Luca Manenti       | Bergamo B. 2014 | definitivo |
| A        | Jure Besedić       | Hopsi Polzela   | definitivo |
| A        | Mattia Mastroianni | Virtus Salerno  | definitivo |
| P        | Jacopo Soviero     | U.C.C. Piacenza | definitivo |

| Cessioni | Cessioni             | Cessioni            | Cessioni       |
| R.       | Nome                 | a                   | Modalità       |
| -------- | -------------------- | ------------------- | -------------- |
| Al       | Marco Del Re         | Pall. Montecatini   | fine contratto |
| P        | Marco Venuto         | Pall. Pordenone     | fine contratto |
| G/A      | Gabriele Berra       | Chieti 1974         | fine contratto |
| G/A      | Kirill Korsunov      | Pall. Montecatini   | fine contratto |
| G/A      | Lorenzo Passoni      | Pall. Montecatini   | fine contratto |
| C        | Alessandro Cecchetti | Ferrara Basket 2018 | fine contratto |
| G        | Mattia Coltro        | Fulgor Omegna       | fine contratto |
| C        | Beniamino Basso      | LUISS Roma          | fine contratto |
| A        | Simone Angelucci     | Pall. Montecatini   | fine contratto |
| G/A      | Umberto Livelli      | Free agent          | fine contratto |
| Al       | Augusto Conti        | Free agent          | rescissione    |

### Dopo l'inizio della stagione
| Acquisti | Acquisti        | Acquisti         | Acquisti         | Acquisti   |
| R.       | Nome            | da               | Data             | Modalità   |
| -------- | --------------- | ---------------- | ---------------- | ---------- |
| A        | Nicolò Bertocco | Sebastiani Rieti | 6 gennaio 2024   | definitivo |
| A/C      | Lisandro Rasio  | Pinheiros        | 19 gennaio 2024  | definitivo |
| A        | Matteo Zanetti  | Virtus Ragusa    | 27 febbraio 2024 | definitivo |

| Cessioni | Cessioni           | Cessioni            | Cessioni        | Cessioni    |
| R.       | Nome               | a                   | Data            | Modalità    |
| -------- | ------------------ | ------------------- | --------------- | ----------- |
| G        | Benjamin Marchiaro | Amici Pall. Udinese | 8 gennaio 2024  | rescissione |
| A        | Jure Besedić       | Free agent          | 16 gennaio 2024 | rescissione |

## Risultati

### Supercoppa

#### Fase eliminatoria
| Piacenza 9 settembre 2023, ore 20:30 CEST 1º Turno | Bakery Piacenza | 99 – 95 (16-21; 37-34; 55-58; 80-80) referto | Pall. Fiorenzuola | PalaBakery |
| Besedić 20 Criconia 19 Mastroianni 18 Punti 31 Sabic 19 Seck 18 Venturoli Soviero 8 Assist 7 Giacché Mastroianni 11 Rimbalzi 11 Seck Augusto Conti Allenatori Lorenzo Dalmonte |                 |                                              |                   |            |
| |                 |                                              |                   |            |
| Besedić 20 Criconia 19 Mastroianni 18 | Punti           | 31 Sabic 19 Seck 18 Venturoli                |                   |            |
| Soviero 8 | Assist          | 7 Giacché                                    |                   |            |
| Mastroianni 11 | Rimbalzi        | 11 Seck                                      |                   |            |
| Augusto Conti | Allenatori      | Lorenzo Dalmonte                             |                   |            |

| Piacenza 13 settembre 2023, ore 20:30 CEST 2º Turno | Bakery Piacenza | 91 – 85 (12-21; 33-34; 52-53; 74-74) referto             | Pall. Crema | PalaBakery |
| Wiltshire 27 Criconia 19 Mastroianni 12 Punti 18 Tsetserukou 14 Ianuale , Nicoli 11 Ballati , Stepanović Besedić 4 Assist 3 Oboe, Stepanović Maglietti 7 Rimbalzi 8 Carta, Tsetserukou Augusto Conti Allenatori Massimiliano Baldiraghi |                 |                                                          |             |            |
| |                 |                                                          |             |            |
| Wiltshire 27 Criconia 19 Mastroianni 12 | Punti           | 18 Tsetserukou 14 Ianuale, Nicoli 11 Ballati, Stepanović |             |            |
| Besedić 4 | Assist          | 3 Oboe, Stepanović                                       |             |            |
| Maglietti 7 | Rimbalzi        | 8 Carta, Tsetserukou                                     |             |            |
| Augusto Conti | Allenatori      | Massimiliano Baldiraghi                                  |             |            |

| Piacenza 17 settembre 2023, ore 20:30 CEST Quarti di finale | Pielle Livorno | 84 – 59 (28-7; 48-24; 62-43) referto | Bakery Piacenza | PalaMacchia |
| Campori 17 Lo biondo 13 Chiarini , Ferraro 10 Punti 14 Criconia 9 El agbani 7 Besedić Rubbini 5 Assist 2 Besedić, Wiltshire, Marchiaro Diouf 13 Rimbalzi 7 Mastroianni Marco Cardani Allenatori Augusto Conti |                |                                      |                 |             |
| |                |                                      |                 |             |
| Campori 17 Lo biondo 13 Chiarini, Ferraro 10 | Punti          | 14 Criconia 9 El agbani 7 Besedić    |                 |             |
| Rubbini 5 | Assist         | 2 Besedić, Wiltshire, Marchiaro      |                 |             |
| Diouf 13 | Rimbalzi       | 7 Mastroianni                        |                 |             |
| Marco Cardani | Allenatori     | Augusto Conti                        |                 |             |

### Serie B

#### Regular season (Girone A)

##### Girone di andata
| Piacenza 1 ottobre 2023, ore 18:00 CEST 1ª giornata | Bakery Piacenza | 61 – 79 (13-28; 30-43; 42-61) referto                | Herons Montecatini | PalaBakery |
| Wiltshire 24 Mastroianni 15 Maglietti 8 Punti 17 Neri 13 Dell'uomo , Lorenzetti 10 Arrigoni , Chiera Besedić 3 Assist 5 Chiera Besedić, Marchiaro, Manenti 4 Rimbalzi 7 Lorenzetti Giorgio Salvemini Allenatori Federico Barsotti |                 |                                                      |                    |            |
| |                 |                                                      |                    |            |
| Wiltshire 24 Mastroianni 15 Maglietti 8 | Punti           | 17 Neri 13 Dell'uomo, Lorenzetti 10 Arrigoni, Chiera |                    |            |
| Besedić 3 | Assist          | 5 Chiera                                             |                    |            |
| Besedić, Marchiaro, Manenti 4 | Rimbalzi        | 7 Lorenzetti                                         |                    |            |
| Giorgio Salvemini | Allenatori      | Federico Barsotti                                    |                    |            |

| Cassino 8 ottobre 2023, ore 17:00 CEST 2ª giornata | Virtus Cassino | 82 – 84 (18-14; 37-30; 52-52) referto            | Bakery Piacenza | PalaVirtus |
| Moreaux 21 Dincić 19 Candotto 12 Punti 19 Criconia 17 Besedić 10 Mastroianni , Wiltshire Moreaux 4 Assist 3 Maglietti Dincić 6 Rimbalzi 7 Criconia Andrea Auletta Allenatori Giorgio Salvemini |                |                                                  |                 |            |
| |                |                                                  |                 |            |
| Moreaux 21 Dincić 19 Candotto 12 | Punti          | 19 Criconia 17 Besedić 10 Mastroianni, Wiltshire |                 |            |
| Moreaux 4 | Assist         | 3 Maglietti                                      |                 |            |
| Dincić 6 | Rimbalzi       | 7 Criconia                                       |                 |            |
| Andrea Auletta | Allenatori     | Giorgio Salvemini                                |                 |            |

| Piacenza 11 ottobre 2023, ore 20:30 CEST 3ª giornata | Bakery Piacenza | 67 – 78 (14-21; 40-37; 53-60) referto | Pielle Livorno | PalaBakery |
| Besedić , Criconia 15 Soviero 14 Wiltshire 8 Punti 21 Rubbini 12 Laganà 10 Diouf Besedić, Maglietti 4 Assist 5 Ferraro, Rubbini Soviero 8 Rimbalzi 7 Diouf, Pagani Giorgio Salvemini Allenatori Marco Cardani |                 |                                       |                |            |
| |                 |                                       |                |            |
| Besedić, Criconia 15 Soviero 14 Wiltshire 8 | Punti           | 21 Rubbini 12 Laganà 10 Diouf         |                |            |
| Besedić, Maglietti 4 | Assist          | 5 Ferraro, Rubbini                    |                |            |
| Soviero 8 | Rimbalzi        | 7 Diouf, Pagani                       |                |            |
| Giorgio Salvemini | Allenatori      | Marco Cardani                         |                |            |

| Avellino 15 ottobre 2023, ore 18:00 CEST 4ª giornata | Del Fes Avellino | 71 – 74 (19-18; 42-37; 55-64) referto   | Bakery Piacenza | PalaDelMauro |
| Bortolin 21 Nikolić 12 Santucci 9 Punti 16 Criconia 13 Mastroianni 11 Wiltshire Vašl 5 Assist 3 Criconia Bortolin 12 Rimbalzi 7 Manenti Andrea Crosariol Allenatori Giorgio Salvemini |                  |                                         |                 |              |
| |                  |                                         |                 |              |
| Bortolin 21 Nikolić 12 Santucci 9 | Punti            | 16 Criconia 13 Mastroianni 11 Wiltshire |                 |              |
| Vašl 5 | Assist           | 3 Criconia                              |                 |              |
| Bortolin 12 | Rimbalzi         | 7 Manenti                               |                 |              |
| Andrea Crosariol | Allenatori       | Giorgio Salvemini                       |                 |              |

| Piacenza 22 ottobre 2023, ore 18:00 CEST 5ª giornata | Bakery Piacenza | 89 – 72 (17-16; 40-36; 61-51) referto | Golfo Piombino | PalaBakery |
| Criconia 22 Besedić , Wiltshire 16 Maglietti , Soviero 9 Punti 22 Turel 17 Okiljević 12 Berra Maglietti 6 Assist 5 Piccone Besedić, Criconia 6 Rimbalzi 8 Berra, Okiljević Giorgio Salvemini Allenatori Damiano Cagnazzo |                 |                                       |                |            |
| |                 |                                       |                |            |
| Criconia 22 Besedić, Wiltshire 16 Maglietti, Soviero 9 | Punti           | 22 Turel 17 Okiljević 12 Berra        |                |            |
| Maglietti 6 | Assist          | 5 Piccone                             |                |            |
| Besedić, Criconia 6 | Rimbalzi        | 8 Berra, Okiljević                    |                |            |
| Giorgio Salvemini | Allenatori      | Damiano Cagnazzo                      |                |            |

| Desio 28 ottobre 2023, ore 20:30 CEST 6ª giornata | Aurora Desio | 72 – 68 (17-13; 43-27; 56-48) referto | Bakery Piacenza | PalaDesio |
| Sodero 17 Baldini 12 Maspero , Valsecchi 10 Punti 14 Mastroianni 13 Besedić 11 Soviero Mazzoleni 6 Assist 4 Maglietti Baldini 13 Rimbalzi 8 Besedić Edoardo Gallazzi Allenatori Giorgio Salvemini |              |                                       |                 |           |
| |              |                                       |                 |           |
| Sodero 17 Baldini 12 Maspero, Valsecchi 10 | Punti        | 14 Mastroianni 13 Besedić 11 Soviero  |                 |           |
| Mazzoleni 6 | Assist       | 4 Maglietti                           |                 |           |
| Baldini 13 | Rimbalzi     | 8 Besedić                             |                 |           |
| Edoardo Gallazzi | Allenatori   | Giorgio Salvemini                     |                 |           |

| Legnano 1 novembre 2023, ore 18:00 CEST 7ª giornata | Legnano Basket | 84 – 64 (25-9; 42-25; 65-40) referto | Bakery Piacenza | PalaBorsani (Castellanza) |
| Sacchettini 21 Raivio 18 Fragonara 11 Punti 15 Criconia 12 Wiltshire 10 Manenti Marino 5 Assist 2 Maglietti, Mastroianni Gobbato 9 Rimbalzi 5 Maglietti Paolo Piazza Allenatori Giorgio Salvemini |                |                                      |                 |                           |
| |                |                                      |                 |                           |
| Sacchettini 21 Raivio 18 Fragonara 11 | Punti          | 15 Criconia 12 Wiltshire 10 Manenti  |                 |                           |
| Marino 5 | Assist         | 2 Maglietti, Mastroianni             |                 |                           |
| Gobbato 9 | Rimbalzi       | 5 Maglietti                          |                 |                           |
| Paolo Piazza | Allenatori     | Giorgio Salvemini                    |                 |                           |

| Piacenza 5 novembre 2023, ore 18:00 CEST 8ª giornata | Bakery Piacenza | 68 – 72 (18-17; 36-39; 54-53) referto    | Pall. Crema | PalaBakery |
| Maglietti 21 Besedić 18 Wiltshire 15 Punti 15 Tsetserukou 12 Oboe , Ianuale 8 Nicoli Besedić, Criconia, Maglietti 3 Assist 4 Oboe Besedić 7 Rimbalzi 9 Stepanović Giorgio Salvemini Allenatori Massimiliano Baldiraghi |                 |                                          |             |            |
| |                 |                                          |             |            |
| Maglietti 21 Besedić 18 Wiltshire 15 | Punti           | 15 Tsetserukou 12 Oboe, Ianuale 8 Nicoli |             |            |
| Besedić, Criconia, Maglietti 3 | Assist          | 4 Oboe                                   |             |            |
| Besedić 7 | Rimbalzi        | 9 Stepanović                             |             |            |
| Giorgio Salvemini | Allenatori      | Massimiliano Baldiraghi                  |             |            |

| Montecatini Terme 12 novembre 2023, ore 18:00 CEST 9ª giornata | Pall. Montecatini | 66 – 62 (10-10; 27-27; 51-46) referto  | Bakery Piacenza | PalaTerme |
| Mastrangelo 14 Korsunov 11 Di Pizzo , Passoni , Pirani 10 Punti 16 Soviero 11 Mastroianni 10 Wiltshire Savoldelli 7 Assist 2 Criconia, Maglietti, Soviero Di Pizzo, Mastrangelo 12 Rimbalzi 6 Criconia, Manenti Marco Del Re Allenatori Giorgio Salvemini |                   |                                        |                 |           |
| |                   |                                        |                 |           |
| Mastrangelo 14 Korsunov 11 Di Pizzo, Passoni, Pirani 10 | Punti             | 16 Soviero 11 Mastroianni 10 Wiltshire |                 |           |
| Savoldelli 7 | Assist            | 2 Criconia, Maglietti, Soviero         |                 |           |
| Di Pizzo, Mastrangelo 12 | Rimbalzi          | 6 Criconia, Manenti                    |                 |           |
| Marco Del Re | Allenatori        | Giorgio Salvemini                      |                 |           |

| Piacenza 19 novembre 2023, ore 18:00 CEST 10ª giornata | Bakery Piacenza | 87 – 73 (18-11; 45-26; 72-50) referto      | Brianza Casa Bk. | PalaBakery |
| El Agbani 15 Maglietti 14 Marchiaro 12 Punti 19 Ceparano 14 Caffaro , Fabiani 10 Galassi Criconia 6 Assist 3 Galassi, Lanzi, Valesin Criconia, Mastroianni 8 Rimbalzi 7 Lanzi Giorgio Salvemini Allenatori Nazareno Lombardi |                 |                                            |                  |            |
| |                 |                                            |                  |            |
| El Agbani 15 Maglietti 14 Marchiaro 12 | Punti           | 19 Ceparano 14 Caffaro, Fabiani 10 Galassi |                  |            |
| Criconia 6 | Assist          | 3 Galassi, Lanzi, Valesin                  |                  |            |
| Criconia, Mastroianni 8 | Rimbalzi        | 7 Lanzi                                    |                  |            |
| Giorgio Salvemini | Allenatori      | Nazareno Lombardi                          |                  |            |

| Sant'Antimo 26 novembre 2023, ore 18:00 CEST 11ª giornata | Partenope  | 79 – 85 (25-23; 44-45; 59-59) referto   | Bakery Piacenza | PalaPuca |
| Kamperidis 19 Quarisa 13 Cantone 10 Punti 22 Mastroianni 21 Criconia 15 Maglietti Gallo 7 Assist 4 Mastroianni Quarisa 21 Rimbalzi 8 Mastroianni Marco Gandini Allenatori Giorgio Salvemini |            |                                         |                 |          |
| |            |                                         |                 |          |
| Kamperidis 19 Quarisa 13 Cantone 10 | Punti      | 22 Mastroianni 21 Criconia 15 Maglietti |                 |          |
| Gallo 7 | Assist     | 4 Mastroianni                           |                 |          |
| Quarisa 21 | Rimbalzi   | 8 Mastroianni                           |                 |          |
| Marco Gandini | Allenatori | Giorgio Salvemini                       |                 |          |

| Piacenza 3 dicembre 2023, ore 18:00 CEST 12ª giornata | Bakery Piacenza | 85 – 63 (18-18; 46-35; 70-47) referto | Virtus Salerno | PalaBakery |
| Criconia , Mastroianni 15 Wiltshire 12 Maglietti 11 Punti 18 Kekovic 11 Staselis 8 Cucco , Lang Maglietti 7 Assist 4 Capocotta Soviero 12 Rimbalzi 13 Kekovic Giorgio Salvemini Allenatori Antonio Carone |                 |                                       |                |            |
| |                 |                                       |                |            |
| Criconia, Mastroianni 15 Wiltshire 12 Maglietti 11 | Punti           | 18 Kekovic 11 Staselis 8 Cucco, Lang  |                |            |
| Maglietti 7 | Assist          | 4 Capocotta                           |                |            |
| Soviero 12 | Rimbalzi        | 13 Kekovic                            |                |            |
| Giorgio Salvemini | Allenatori      | Antonio Carone                        |                |            |

| Livorno 6 dicembre 2023, ore 20:45 CEST 13ª giornata | Libertas Livorno 1947 | 82 – 75 (26-14; 45-35; 62-56) referto        | Bakery Piacenza | PalaMacchia |
| Saccaggi 17 Tozzi 16 Fantoni 11 Punti 14 Besedić , Wiltshire 13 Soviero 12 Criconia Williams 8 Assist 3 Wiltshire Tozzi 13 Rimbalzi 7 Soviero Marco Andreazza Allenatori Giorgio Salvemini |                       |                                              |                 |             |
| |                       |                                              |                 |             |
| Saccaggi 17 Tozzi 16 Fantoni 11 | Punti                 | 14 Besedić, Wiltshire 13 Soviero 12 Criconia |                 |             |
| Williams 8 | Assist                | 3 Wiltshire                                  |                 |             |
| Tozzi 13 | Rimbalzi              | 7 Soviero                                    |                 |             |
| Marco Andreazza | Allenatori            | Giorgio Salvemini                            |                 |             |

| Piacenza 10 dicembre 2023, ore 18:00 CEST 14ª giornata | Bakery Piacenza | 94 – 85 (16-25; 39-43; 66-62) referto | Fulgor Omegna | PalaBakery |
| Mastroianni 18 Wiltshire 17 Criconia 13 Punti 15 Fazioli 14 Kosič 13 Balanzoni Wiltshire 4 Assist 6 Kosič Manenti 6 Rimbalzi 8 Balanzoni Giorgio Salvemini Allenatori Ugo Ducarello |                 |                                       |               |            |
| |                 |                                       |               |            |
| Mastroianni 18 Wiltshire 17 Criconia 13 | Punti           | 15 Fazioli 14 Kosič 13 Balanzoni      |               |            |
| Wiltshire 4 | Assist          | 6 Kosič                               |               |            |
| Manenti 6 | Rimbalzi        | 8 Balanzoni                           |               |            |
| Giorgio Salvemini | Allenatori      | Ugo Ducarello                         |               |            |

| Piacenza 17 dicembre 2023, ore 18:00 CEST 15ª giornata | Bakery Piacenza | 62 – 71 (12-21; 28-31; 44-49) referto | N.P.C. Rieti | PalaBakery |
| Criconia 22 Wiltshire 15 Manenti 8 Punti 19 Cassar 18 Da Campo 10 Roderick Criconia, Maglietti, Wiltshire 2 Assist 6 Roderick Mastroianni 9 Rimbalzi 11 Cassar Giorgio Salvemini Allenatori Francesco Ponticiello |                 |                                       |              |            |
| |                 |                                       |              |            |
| Criconia 22 Wiltshire 15 Manenti 8 | Punti           | 19 Cassar 18 Da Campo 10 Roderick     |              |            |
| Criconia, Maglietti, Wiltshire 2 | Assist          | 6 Roderick                            |              |            |
| Mastroianni 9 | Rimbalzi        | 11 Cassar                             |              |            |
| Giorgio Salvemini | Allenatori      | Francesco Ponticiello                 |              |            |

| Fiorenzuola 23 dicembre 2023, ore 18:00 CEST 16ª giornata | Pall. Fiorenzuola | 77 – 65 (19-14; 44-33; 59-51) referto | Bakery Piacenza | PalaMagni |
| Šabić , Voltolini 16 Preti 14 Seck 13 Punti 13 Criconia 11 Mastroianni 10 Soviero Giacché 7 Assist 4 Maglietti, Soviero Seck 9 Rimbalzi 5 Besedić, Criconia Lorenzo Dalmonte Allenatori Giorgio Salvemini |                   |                                       |                 |           |
| |                   |                                       |                 |           |
| Šabić, Voltolini 16 Preti 14 Seck 13 | Punti             | 13 Criconia 11 Mastroianni 10 Soviero |                 |           |
| Giacché 7 | Assist            | 4 Maglietti, Soviero                  |                 |           |
| Seck 9 | Rimbalzi          | 5 Besedić, Criconia                   |                 |           |
| Lorenzo Dalmonte | Allenatori        | Giorgio Salvemini                     |                 |           |

| Piacenza 7 gennaio 2024, ore 18:00 CEST 17ª giornata | Bakery Piacenza | 92 – 85 (21-14; 44-43; 65-57) referto                  | Juvecaserta | PalaBakery |
| Mastroianni 22 Wiltshire 18 Criconia 15 Punti 19 Butorac 16 Alibegović , Hadžić , Lucas 5 Paci , Sergio Maglietti 4 Assist 2 Butorac, Lucas, Sergio, Vitale Maglietti, Mastroianni 6 Rimbalzi 8 Sergio Giorgio Salvemini Allenatori Ciro Dell'Imperio |                 |                                                        |             |            |
| |                 |                                                        |             |            |
| Mastroianni 22 Wiltshire 18 Criconia 15 | Punti           | 19 Butorac 16 Alibegović, Hadžić, Lucas 5 Paci, Sergio |             |            |
| Maglietti 4 | Assist          | 2 Butorac, Lucas, Sergio, Vitale                       |             |            |
| Maglietti, Mastroianni 6 | Rimbalzi        | 8 Sergio                                               |             |            |
| Giorgio Salvemini | Allenatori      | Ciro Dell'Imperio                                      |             |            |

##### Girone di ritorno
| Montecatini Terme 14 gennaio 2024, ore 18:00 CEST 18ª giornata | Herons Montecatini | 75 – 63 (22-18; 43-32; 63-49) referto         | Bakery Piacenza | PalaTerme |
| Sgobba 26 Lorenzetti 12 Natali 10 Punti 13 Mastroianni 11 Maglietti 10 Soviero Chiera 5 Assist 2 Bertocco Arrigoni 15 Rimbalzi 3 Bertocco, El Agbani, Mastroianni, Wiltshire Federico Barsotti Allenatori Giorgio Salvemini |                    |                                               |                 |           |
| |                    |                                               |                 |           |
| Sgobba 26 Lorenzetti 12 Natali 10 | Punti              | 13 Mastroianni 11 Maglietti 10 Soviero        |                 |           |
| Chiera 5 | Assist             | 2 Bertocco                                    |                 |           |
| Arrigoni 15 | Rimbalzi           | 3 Bertocco, El Agbani, Mastroianni, Wiltshire |                 |           |
| Federico Barsotti | Allenatori         | Giorgio Salvemini                             |                 |           |

| Piacenza 21 gennaio 2024, ore 18:00 CEST 19ª giornata | Bakery Piacenza | 76 – 73 (21-22; 46-44; 61-63) referto | Virtus Cassino | PalaBakery |
| Maglietti 16 Rasio 14 Bertocco 12 Punti 17 Teghini 15 Moreaux 11 Gay Criconia 4 Assist 4 Gay Rasio 10 Rimbalzi 9 Dincic Giorgio Salvemini Allenatori Andrea Auletta |                 |                                       |                |            |
| |                 |                                       |                |            |
| Maglietti 16 Rasio 14 Bertocco 12 | Punti           | 17 Teghini 15 Moreaux 11 Gay          |                |            |
| Criconia 4 | Assist          | 4 Gay                                 |                |            |
| Rasio 10 | Rimbalzi        | 9 Dincic                              |                |            |
| Giorgio Salvemini | Allenatori      | Andrea Auletta                        |                |            |

| Livorno 24 gennaio 2024, ore 21:00 CEST 20ª giornata | Pielle Livorno | 81 – 53 (19-13; 33-29; 62-46) referto     | Bakery Piacenza | PalaMacchia |
| Chiarini 20 Diouf 13 Loschi 12 Punti 10 Criconia 9 Rasio 8 Bertocco , Maglietti Ferraro 4 Assist 5 Maglietti Ferraro 8 Rimbalzi 9 Rasio Marco Cardani Allenatori Giorgio Salvemini |                |                                           |                 |             |
| |                |                                           |                 |             |
| Chiarini 20 Diouf 13 Loschi 12 | Punti          | 10 Criconia 9 Rasio 8 Bertocco, Maglietti |                 |             |
| Ferraro 4 | Assist         | 5 Maglietti                               |                 |             |
| Ferraro 8 | Rimbalzi       | 9 Rasio                                   |                 |             |
| Marco Cardani | Allenatori     | Giorgio Salvemini                         |                 |             |

| Piacenza 28 gennaio 2024, ore 18:00 CEST 21ª giornata | Bakery Piacenza | 65 – 77 (14-20; 28-45; 41-65) referto | Del Fes Avellino | PalaBakery |
| Criconia , Rasio 19 Mastroianni 12 Manenti 9 Punti 19 Verazzo 12 Vašl 11 Nikolić Maglietti 4 Assist 7 Vašl Rasio 13 Rimbalzi 9 Nikolić Giorgio Salvemini Allenatori Alessandro Crotti |                 |                                       |                  |            |
| |                 |                                       |                  |            |
| Criconia, Rasio 19 Mastroianni 12 Manenti 9 | Punti           | 19 Verazzo 12 Vašl 11 Nikolić         |                  |            |
| Maglietti 4 | Assist          | 7 Vašl                                |                  |            |
| Rasio 13 | Rimbalzi        | 9 Nikolić                             |                  |            |
| Giorgio Salvemini | Allenatori      | Alessandro Crotti                     |                  |            |

| Piombino 4 febbraio 2024, ore 18:00 CEST 22ª giornata | Golfo Piombino | 95 – 69 (15-13; 41-23; 70-43) referto | Bakery Piacenza | Palasport Tenda |
| Almansi 23 Piccone 19 De Zardo 11 Punti 19 Rasio 12 Bertocco 11 Mastroianni Piccone 7 Assist 6 Criconia Berra 12 Rimbalzi 10 Bertocco Damiano Cagnazzo Allenatori Giorgio Salvemini |                |                                       |                 |                 |
| |                |                                       |                 |                 |
| Almansi 23 Piccone 19 De Zardo 11 | Punti          | 19 Rasio 12 Bertocco 11 Mastroianni   |                 |                 |
| Piccone 7 | Assist         | 6 Criconia                            |                 |                 |
| Berra 12 | Rimbalzi       | 10 Bertocco                           |                 |                 |
| Damiano Cagnazzo | Allenatori     | Giorgio Salvemini                     |                 |                 |

| Piacenza 11 febbraio 2024, ore 18:00 CEST 23ª giornata | Bakery Piacenza | 77 – 59 (24-14; 42-28; 55-48) referto | Aurora Desio | PalaBakery |
| Rasio 23 Maglietti 15 Manenti , Soviero 10 Punti 17 Baldini 10 Sodero 8 Giarelli Maglietti 6 Assist 4 Giarelli Rasio 11 Rimbalzi 10 Baldini Giorgio Salvemini Allenatori Edoardo Gallazzi |                 |                                       |              |            |
| |                 |                                       |              |            |
| Rasio 23 Maglietti 15 Manenti, Soviero 10 | Punti           | 17 Baldini 10 Sodero 8 Giarelli       |              |            |
| Maglietti 6 | Assist          | 4 Giarelli                            |              |            |
| Rasio 11 | Rimbalzi        | 10 Baldini                            |              |            |
| Giorgio Salvemini | Allenatori      | Edoardo Gallazzi                      |              |            |

| Piacenza 14 febbraio 2024, ore 20:30 CEST 24ª giornata | Bakery Piacenza | 81 – 86 (22-16; 41-37; 58-61) referto  | Legnano Basket | PalaBakery |
| Rasio 26 Mastroianni 15 Criconia 14 Punti 19 Marino 17 Planezio 12 Casini , Scali Maglietti 5 Assist 5 Planezio Rasio 10 Rimbalzi 9 Scali Giorgio Salvemini Allenatori Paolo Piazza |                 |                                        |                |            |
| |                 |                                        |                |            |
| Rasio 26 Mastroianni 15 Criconia 14 | Punti           | 19 Marino 17 Planezio 12 Casini, Scali |                |            |
| Maglietti 5 | Assist          | 5 Planezio                             |                |            |
| Rasio 10 | Rimbalzi        | 9 Scali                                |                |            |
| Giorgio Salvemini | Allenatori      | Paolo Piazza                           |                |            |

| Crema 18 febbraio 2024, ore 19:00 CEST 25ª giornata | Pall. Crema | 62 – 57 (17-16; 33-32; 52-45) referto        | Bakery Piacenza | Palazzetto Cremonesi |
| Tsetserukou 19 Oboe 14 Stepanović 10 Punti 18 Rasio 9 Mastroianni 8 Criconia , Maglietti Oboe 4 Assist 2 Soviero , Bertocco Nicoli , Stepanović 11 Rimbalzi 8 Bertocco, Rasio Massimiliano Baldiraghi Allenatori Giorgio Salvemini |             |                                              |                 |                      |
| |             |                                              |                 |                      |
| Tsetserukou 19 Oboe 14 Stepanović 10 | Punti       | 18 Rasio 9 Mastroianni 8 Criconia, Maglietti |                 |                      |
| Oboe 4 | Assist      | 2 Soviero, Bertocco                          |                 |                      |
| Nicoli, Stepanović 11 | Rimbalzi    | 8 Bertocco, Rasio                            |                 |                      |
| Massimiliano Baldiraghi | Allenatori  | Giorgio Salvemini                            |                 |                      |

| Piacenza 25 febbraio 2024, ore 18:00 CEST 26ª giornata | Bakery Piacenza | 83 – 72 (15-18; 37-40; 57-55) referto        | Pall. Montecatini | PalaBakery |
| Criconia 33 Rasio 18 Maglietti 10 Punti 14 Di Pizzo 10 Pirani 9 Corgnati , Savoldelli Soviero 4 Assist 3 Mazzantini , Savoldelli Rasio 10 Rimbalzi 9 Mastrangelo Giorgio Salvemini Allenatori Marco Del Re |                 |                                              |                   |            |
| |                 |                                              |                   |            |
| Criconia 33 Rasio 18 Maglietti 10 | Punti           | 14 Di Pizzo 10 Pirani 9 Corgnati, Savoldelli |                   |            |
| Soviero 4 | Assist          | 3 Mazzantini, Savoldelli                     |                   |            |
| Rasio 10 | Rimbalzi        | 9 Mastrangelo                                |                   |            |
| Giorgio Salvemini | Allenatori      | Marco Del Re                                 |                   |            |

| Bernareggio 2 marzo 2024, ore 20:30 CEST 27ª giornata | Brianza Casa Bk. | 63 – 75 (8-14; 28-35; 45-47) referto         | Bakery Piacenza | Palestra Comunale di Bernareggio |
| Caffaro , Galassi 14 Loro 10 Nonković 8 Punti 24 Rasio 16 Bertocco 7 Criconia , Mastroianni Ceparano , Galassi, Stazzonelli 3 Assist 8 Maglietti Lanzi 8 Rimbalzi 10 Rasio Nazareno Lombardi Allenatori Giorgio Salvemini |                  |                                              |                 |                                  |
| |                  |                                              |                 |                                  |
| Caffaro, Galassi 14 Loro 10 Nonković 8 | Punti            | 24 Rasio 16 Bertocco 7 Criconia, Mastroianni |                 |                                  |
| Ceparano, Galassi, Stazzonelli 3 | Assist           | 8 Maglietti                                  |                 |                                  |
| Lanzi 8 | Rimbalzi         | 10 Rasio                                     |                 |                                  |
| Nazareno Lombardi | Allenatori       | Giorgio Salvemini                            |                 |                                  |

| Piacenza 10 marzo 2024, ore 18:00 CEST 28ª giornata | Bakery Piacenza | 81 – 74 (23-24; 42-39; 63-55) referto | Partenope | PalaBakery |
| Bertocco 20 Rasio 18 Criconia , Zanetti 11 Punti 22 Colussa 15 Gallo 14 Kamperidis Maglietti 5 Assist 4 Gallo Bertocco, Rasio, Zanetti 6 Rimbalzi 12 Quarisa Giorgio Salvemini Allenatori Marco Gandini |                 |                                       |           |            |
| |                 |                                       |           |            |
| Bertocco 20 Rasio 18 Criconia, Zanetti 11 | Punti           | 22 Colussa 15 Gallo 14 Kamperidis     |           |            |
| Maglietti 5 | Assist          | 4 Gallo                               |           |            |
| Bertocco, Rasio, Zanetti 6 | Rimbalzi        | 12 Quarisa                            |           |            |
| Giorgio Salvemini | Allenatori      | Marco Gandini                         |           |            |

| Bernareggio 24 marzo 2024, ore 18:00 CEST 29ª giornata | Virtus Salerno | 91 – 96 (25-26; 44-38; 65-62; 83-83) referto | Bakery Piacenza | PalaLongo |
| Acunzo 27 Keković 18 Cucco 12 Punti 34 Rasio 24 Mastroianni 16 Maglietti Acunzo, Spizzichini 7 Assist 9 Maglietti Keković 9 Rimbalzi 11 Rasio Antonio Carone Allenatori Giorgio Salvemini |                |                                              |                 |           |
| |                |                                              |                 |           |
| Acunzo 27 Keković 18 Cucco 12 | Punti          | 34 Rasio 24 Mastroianni 16 Maglietti         |                 |           |
| Acunzo, Spizzichini 7 | Assist         | 9 Maglietti                                  |                 |           |
| Keković 9 | Rimbalzi       | 11 Rasio                                     |                 |           |
| Antonio Carone | Allenatori     | Giorgio Salvemini                            |                 |           |

| Piacenza 27 marzo 2024, ore 20:30 CEST 30ª giornata | Bakery Piacenza | 78 – 72 (19-18; 36-30; 59-49) referto | Libertas Livorno 1947 | PalaBakery |
| Maglietti 20 Criconia , Mastroianni , Rasio 11 Bertocco 10 Punti 16 Tozzi 13 Ricci 12 Allinei Maglietti 4 Assist 5 Williams Rasio 11 Rimbalzi 9 Tozzi Giorgio Salvemini Allenatori Marco Andreazza |                 |                                       |                       |            |
| |                 |                                       |                       |            |
| Maglietti 20 Criconia, Mastroianni, Rasio 11 Bertocco 10 | Punti           | 16 Tozzi 13 Ricci 12 Allinei          |                       |            |
| Maglietti 4 | Assist          | 5 Williams                            |                       |            |
| Rasio 11 | Rimbalzi        | 9 Tozzi                               |                       |            |
| Giorgio Salvemini | Allenatori      | Marco Andreazza                       |                       |            |

| Omegna 30 marzo 2024, ore 21:00 CEST 31ª giornata | Fulgor Omegna | 79 – 75 (17-20; 37-31; 58-52) referto                            | Bakery Piacenza | PalaBattisti |
| Hadžić 15 Balanzoni , Solaroli 14 Fazioli 10 Punti 15 Mastroianni , Radio 11 Criconia 8 Bertocco , Maglietti , Zanetti Kosič 6 Assist 3 Maglietti Balanzoni 16 Rimbalzi 9 Rasio Riccardo Eliantonio Allenatori Giorgio Salvemini |               |                                                                  |                 |              |
| |               |                                                                  |                 |              |
| Hadžić 15 Balanzoni, Solaroli 14 Fazioli 10 | Punti         | 15 Mastroianni, Radio 11 Criconia 8 Bertocco, Maglietti, Zanetti |                 |              |
| Kosič 6 | Assist        | 3 Maglietti                                                      |                 |              |
| Balanzoni 16 | Rimbalzi      | 9 Rasio                                                          |                 |              |
| Riccardo Eliantonio | Allenatori    | Giorgio Salvemini                                                |                 |              |

| Rieti 6 aprile 2024, ore 20:30 CEST 32ª giornata | N.P.C. Rieti | 62 – 72 (16-19; 32-32; 43-44) referto | Bakery Piacenza | PalaSojourner |
| Zucca 17 Da Campo 10 Marković 9 Punti 19 Rasio 16 Criconia 8 El Agbani Da Campo 6 Assist 6 Manenti Da Campo 11 Rimbalzi 20 Rasio Francesco Ponticiello Allenatori Giorgio Salvemini |              |                                       |                 |               |
| |              |                                       |                 |               |
| Zucca 17 Da Campo 10 Marković 9 | Punti        | 19 Rasio 16 Criconia 8 El Agbani      |                 |               |
| Da Campo 6 | Assist       | 6 Manenti                             |                 |               |
| Da Campo 11 | Rimbalzi     | 20 Rasio                              |                 |               |
| Francesco Ponticiello | Allenatori   | Giorgio Salvemini                     |                 |               |

| Piacenza 14 aprile 2024, ore 18:00 CEST 33ª giornata | Bakery Piacenza | 79 – 72 (15-18; 37-33; 60-59) referto        | Pall. Fiorenzuola | PalaBakery |
| Rasio 18 Bertocco 15 Mastroianni 13 Punti 17 Venturoli 13 Biorać , Sabic 8 Preti , Ricci Maglietti , Mastroianni 3 Assist 4 Venturoli Rasio 17 Rimbalzi 6 Preti, Ricci Giorgio Salvemini Allenatori Lorenzo Dalmonte |                 |                                              |                   |            |
| |                 |                                              |                   |            |
| Rasio 18 Bertocco 15 Mastroianni 13 | Punti           | 17 Venturoli 13 Biorać, Sabic 8 Preti, Ricci |                   |            |
| Maglietti, Mastroianni 3 | Assist          | 4 Venturoli                                  |                   |            |
| Rasio 17 | Rimbalzi        | 6 Preti, Ricci                               |                   |            |
| Giorgio Salvemini | Allenatori      | Lorenzo Dalmonte                             |                   |            |

| Caserta 21 aprile 2024, ore 18:00 CEST 34ª giornata | Juvecaserta | 82 – 105 (27-29; 45-52; 61-80) referto                            | Bakery Piacenza | PalaMaggiò |
| Alibegović 24 Cavallero , Paci 18 Sergio , Vitale 9 Punti 25 Criconia , Rasio 16 Bertocco 10 Maglietti , Manenti , Mastroianni Sergio, Paci 4 Assist 7 Criconia Alibegović, Sergio, Paci 6 Rimbalzi 11 Rasio Ciro Dell'Imperio Allenatori Giorgio Salvemini |             |                                                                   |                 |            |
| |             |                                                                   |                 |            |
| Alibegović 24 Cavallero, Paci 18 Sergio, Vitale 9 | Punti       | 25 Criconia, Rasio 16 Bertocco 10 Maglietti, Manenti, Mastroianni |                 |            |
| Sergio, Paci 4 | Assist      | 7 Criconia                                                        |                 |            |
| Alibegović, Sergio, Paci 6 | Rimbalzi    | 11 Rasio                                                          |                 |            |
| Ciro Dell'Imperio | Allenatori  | Giorgio Salvemini                                                 |                 |            |

#### Playoff (Tabellone 2)
| Jesi 5 maggio 2024, ore 18:00 CEST Quarti di finale - 1º Turno | Jesi Academy | 70 – 52 (13-13; 28-21; 49-30) referto | Bakery Piacenza | PalaTriccoli |
| Marulli , Tiberti 12 Casagrande 11 Varaschin 10 Punti 14 Bertocco 13 Criconia 10 Soviero Merletto 5 Assist 2 Maglietti , Rasio Tiberti 18 Rimbalzi 8 Rasio Marcello Ghizzinardi Allenatori Giorgio Salvemini |              |                                       |                 |              |
| |              |                                       |                 |              |
| Marulli, Tiberti 12 Casagrande 11 Varaschin 10 | Punti        | 14 Bertocco 13 Criconia 10 Soviero    |                 |              |
| Merletto 5 | Assist       | 2 Maglietti, Rasio                    |                 |              |
| Tiberti 18 | Rimbalzi     | 8 Rasio                               |                 |              |
| Marcello Ghizzinardi | Allenatori   | Giorgio Salvemini                     |                 |              |

| Jesi 7 maggio 2024, ore 20:30 CEST Quarti di finale - 2º Turno | Jesi Academy | 80 – 63 (20-18; 38-33; 54-51) (tot.: 2-0) referto | Bakery Piacenza | PalaTriccoli |
| Casagrande 23 Rossi , Tiberti 11 Marulli 10 Punti 13 Mastroianni 12 Rasio 10 Bertocco , Criconia Merletto 4 Assist 3 Criconia Varaschin 8 Rimbalzi 15 Rasio Marcello Ghizzinardi Allenatori Giorgio Salvemini |              |                                                   |                 |              |
| |              |                                                   |                 |              |
| Casagrande 23 Rossi, Tiberti 11 Marulli 10 | Punti        | 13 Mastroianni 12 Rasio 10 Bertocco, Criconia     |                 |              |
| Merletto 4 | Assist       | 3 Criconia                                        |                 |              |
| Varaschin 8 | Rimbalzi     | 15 Rasio                                          |                 |              |
| Marcello Ghizzinardi | Allenatori   | Giorgio Salvemini                                 |                 |              |

| Piacenza 10 maggio 2024, ore 20:30 CEST Quarti di finale - 3º Turno | Bakery Piacenza | 99 – 91 (25-13; 50-30; 77-57) (tot.: 1-2) referto | Jesi Academy | PalaBakery |
| Bertocco 31 Mastroianni 14 Criconia 13 Punti 17 Casagrande 15 Marulli 14 Valentini Criconia 6 Assist 5 Bruno Criconia, El Agbani 7 Rimbalzi 5 Casagrande, Tiberti Giorgio Salvemini Allenatori Marcello Ghizzinardi |                 |                                                   |              |            |
| |                 |                                                   |              |            |
| Bertocco 31 Mastroianni 14 Criconia 13 | Punti           | 17 Casagrande 15 Marulli 14 Valentini             |              |            |
| Criconia 6 | Assist          | 5 Bruno                                           |              |            |
| Criconia, El Agbani 7 | Rimbalzi        | 5 Casagrande, Tiberti                             |              |            |
| Giorgio Salvemini | Allenatori      | Marcello Ghizzinardi                              |              |            |

| Piacenza 12 maggio 2024, ore 18:00 CEST Quarti di finale - 4º Turno | Bakery Piacenza | 72 – 61 (15-18; 39-35; 53-45) (tot.: 2-2) referto | Jesi Academy | PalaBakery |
| Maglietti , Mastroianni 14 Rasio 11 Soviero 10 Punti 13 Marulli , Tiberti 11 Merletto 9 Bruno Mastroianni 3 Assist 2 Bruno Mastroianni 7 Rimbalzi 7 Bruno, Varaschin Giorgio Salvemini Allenatori Marcello Ghizzinardi |                 |                                                   |              |            |
| |                 |                                                   |              |            |
| Maglietti, Mastroianni 14 Rasio 11 Soviero 10 | Punti           | 13 Marulli, Tiberti 11 Merletto 9 Bruno           |              |            |
| Mastroianni 3 | Assist          | 2 Bruno                                           |              |            |
| Mastroianni 7 | Rimbalzi        | 7 Bruno, Varaschin                                |              |            |
| Giorgio Salvemini | Allenatori      | Marcello Ghizzinardi                              |              |            |

| Jesi 15 maggio 2024, ore 20:30 CEST Quarti di finale - 5º Turno | Jesi Academy | 81 – 78 (12-16; 31-41; 57-59) (tot.: 3-2) referto | Bakery Piacenza | PalaTriccoli |
| Merletto 15 Casagrande , Marulli 14 Bruno 13 Punti 20 Rasio 12 Maglietti , Mastroianni 11 Bertocco Merletto 5 Assist 6 Rasio Varaschin 7 Rimbalzi 11 Rasio Marcello Ghizzinardi Allenatori Giorgio Salvemini |              |                                                   |                 |              |
| |              |                                                   |                 |              |
| Merletto 15 Casagrande, Marulli 14 Bruno 13 | Punti        | 20 Rasio 12 Maglietti, Mastroianni 11 Bertocco    |                 |              |
| Merletto 5 | Assist       | 6 Rasio                                           |                 |              |
| Varaschin 7 | Rimbalzi     | 11 Rasio                                          |                 |              |
| Marcello Ghizzinardi | Allenatori   | Giorgio Salvemini                                 |                 |              |

## Statistiche

### Andamento in campionato
Aggiornate al 21 aprile 2024.
| Giornata  | 1 | 2  | 3  | 4 | 5 | 6 | 7  | 8  | 9  | 10 | 11 | 12 | 13 | 14 | 15 | 16 | 17 | 18 | 19 | 20 | 21 | 22 | 23 | 24 | 25 | 26 | 27 | 28 | 29 | 30 | 31 | 32 | 33 | 34 |
| --------- | - | -- | -- | - | - | - | -- | -- | -- | -- | -- | -- | -- | -- | -- | -- | -- | -- | -- | -- | -- | -- | -- | -- | -- | -- | -- | -- | -- | -- | -- | -- | -- | -- |
| Luogo     | C | T  | C  | T | C | T | T  | C  | T  | C  | T  | C  | T  | C  | C  | T  | C  | T  | C  | T  | C  | T  | C  | C  | T  | C  | T  | C  | T  | C  | T  | T  | C  | T  |
| Risultato | P | V  | P  | V | V | P | P  | P  | P  | V  | V  | V  | P  | V  | P  | P  | V  | P  | V  | P  | P  | P  | V  | P  | P  | V  | V  | V  | V  | V  | P  | V  | V  | V  |
| Posizione | 9 | 11 | 10 | 9 | 3 | 8 | 13 | 13 | 14 | 14 | 12 | 8  | 8  | 10 | 10 | 14 | 11 | 14 | 10 | 15 | 15 | 15 | 13 | 13 | 14 | 13 | 12 | 12 | 11 | 9  | 10 | 9  | 6  | 6  |

Legenda:

Luogo: C = Casa; T = Trasferta. Risultato: V = Vittoria; N = Pareggio; P = Sconfitta.

### Statistiche dei giocatori
Aggiornate al 15 maggio 2024.

#### In Supercoppa
| Nome                   | Pun | G | Min | Falli | Falli | Tiri da 2 | Tiri da 2 | Tiri da 2 | Tiri da 3 | Tiri da 3 | Tiri da 3 | Tiri Liberi | Tiri Liberi | Tiri Liberi | Rimbalzi | Rimbalzi | Rimbalzi | Stop | Stop | Palle | Palle | Ass |
| Nome                   | Pun | G | Min | C     | S     | R         | T         | %         | R         | T         | 3P%       | R           | T           | TL%         | O        | D        | T        | D    | S    | P     | R     | Ass |
| ---------------------- | --- | - | --- | ----- | ----- | --------- | --------- | --------- | --------- | --------- | --------- | ----------- | ----------- | ----------- | -------- | -------- | -------- | ---- | ---- | ----- | ----- | --- |
| Martino Criconia       | 52  | 3 | 96  | 7     | 15    | 4         | 11        | 36        | 11        | 22        | 50        | 11          | 13          | 85          | 1        | 12       | 13       | 0    | 0    | 4     | 4     | 4   |
| Mattia Mastroianni     | 35  | 3 | 112 | 8     | 7     | 10        | 24        | 42        | 2         | 18        | 11        | 9           | 12          | 75          | 8        | 13       | 21       | 1    | 3    | 4     | 5     | 5   |
| Jure Besedic           | 34  | 3 | 77  | 12    | 8     | 9         | 14        | 64        | 5         | 11        | 45        | 1           | 2           | 50          | 6        | 7        | 13       | 1    | 0    | 11    | 2     | 10  |
| William Luca Wiltshire | 33  | 3 | 73  | 10    | 7     | 8         | 15        | 53        | 4         | 9         | 44        | 5           | 7           | 71          | 2        | 4        | 6        | 0    | 0    | 4     | 2     | 5   |
| Zakaria El Agbani      | 28  | 3 | 64  | 7     | 3     | 6         | 11        | 55        | 5         | 11        | 45        | 1           | 2           | 50          | 2        | 4        | 6        | 0    | 0    | 3     | 2     | 2   |
| Antonio Jacopo Soviero | 22  | 3 | 82  | 10    | 16    | 5         | 12        | 42        | 1         | 4         | 25        | 9           | 19          | 47          | 6        | 6        | 12       | 0    | 0    | 4     | 5     | 12  |
| Lucas Maglietti        | 15  | 3 | 52  | 6     | 5     | 5         | 10        | 50        | 1         | 7         | 14        | 2           | 2           | 100         | 1        | 9        | 10       | 0    | 0    | 5     | 6     | 4   |
| Benjamin Marchiaro     | 15  | 3 | 60  | 7     | 6     | 4         | 16        | 25        | 2         | 9         | 22        | 1           | 2           | 50          | 2        | 10       | 12       | 1    | 2    | 7     | 4     | 3   |
| Luca Manenti           | 13  | 3 | 52  | 10    | 7     | 5         | 13        | 38        | 0         | 0         | 0         | 3           | 4           | 75          | 6        | 6        | 12       | 0    | 1    | 1     | 0     | 3   |
| Tommaso Perugino       | 2   | 1 | 2   | 0     | 0     | 1         | 1         | 100       | 0         | 0         | 0         | 0           | 0           | 0           | 0        | 0        | 0        | 0    | 0    | 0     | 0     | 0   |
| Mattia Civetta         | 0   | 1 | 4   | 1     | 0     | 0         | 0         | 0         | 0         | 0         | 0         | 0           | 0           | 0           | 0        | 0        | 0        | 0    | 0    | 0     | 0     | 0   |
| Matteo Barattieri      | 0   | 1 | 1   | 0     | 0     | 0         | 0         | 0         | 0         | 0         | 0         | 0           | 0           | 0           | 0        | 0        | 0        | 0    | 0    | 0     | 0     | 0   |

#### In Campionato (Girone A)
| Nome                   | Pun | G  | Min  | Falli | Falli | Tiri da 2 | Tiri da 2 | Tiri da 2 | Tiri da 3 | Tiri da 3 | Tiri da 3 | Tiri Liberi | Tiri Liberi | Tiri Liberi | Rimbalzi | Rimbalzi | Rimbalzi | Stop | Stop | Palle | Palle | Ass |
| Nome                   | Pun | G  | Min  | C     | S     | R         | T         | %         | R         | T         | 3P%       | R           | T           | TL%         | O        | D        | T        | D    | S    | P     | R     | Ass |
| ---------------------- | --- | -- | ---- | ----- | ----- | --------- | --------- | --------- | --------- | --------- | --------- | ----------- | ----------- | ----------- | -------- | -------- | -------- | ---- | ---- | ----- | ----- | --- |
| Martino Criconia       | 430 | 34 | 1115 | 77    | 144   | 40        | 105       | 38        | 79        | 254       | 31        | 113         | 145         | 78          | 19       | 119      | 138      | 1    | 2    | 40    | 58    | 90  |
| Mattia Mastroianni     | 383 | 34 | 1022 | 77    | 110   | 94        | 191       | 49        | 44        | 147       | 30        | 63          | 95          | 66          | 40       | 99       | 139      | 13   | 6    | 43    | 34    | 43  |
| Lucas Maglietti        | 313 | 34 | 868  | 94    | 101   | 77        | 152       | 51        | 34        | 131       | 26        | 57          | 78          | 73          | 19       | 93       | 112      | 1    | 7    | 68    | 62    | 118 |
| Lisandro Rasio         | 310 | 16 | 529  | 40    | 51    | 109       | 186       | 59        | 15        | 42        | 36        | 47          | 62          | 76          | 50       | 125      | 175      | 2    | 4    | 43    | 18    | 32  |
| William Luca Wiltshire | 225 | 19 | 491  | 48    | 53    | 40        | 75        | 53        | 38        | 83        | 46        | 31          | 58          | 53          | 16       | 33       | 49       | 7    | 5    | 24    | 17    | 21  |
| Antonio Jacopo Soviero | 216 | 34 | 676  | 108   | 124   | 64        | 123       | 52        | 5         | 20        | 25        | 73          | 119         | 61          | 48       | 69       | 117      | 2    | 1    | 37    | 41    | 53  |
| Jure Besedic           | 167 | 18 | 380  | 60    | 42    | 30        | 74        | 41        | 28        | 80        | 35        | 23          | 30          | 77          | 16       | 58       | 74       | 3    | 3    | 34    | 7     | 26  |
| Nicolò Bertocco        | 161 | 17 | 393  | 31    | 51    | 25        | 67        | 37        | 25        | 70        | 36        | 36          | 42          | 86          | 20       | 55       | 75       | 2    | 2    | 17    | 15    | 14  |
| Luca Manenti           | 154 | 34 | 540  | 97    | 29    | 57        | 111       | 51        | 8         | 41        | 20        | 16          | 23          | 70          | 36       | 72       | 108      | 11   | 4    | 28    | 16    | 19  |
| Zakaria El Agbani      | 125 | 34 | 490  | 69    | 10    | 11        | 35        | 31        | 32        | 92        | 35        | 7           | 9           | 78          | 9        | 43       | 52       | 0    | 1    | 17    | 12    | 10  |
| Matteo Zanetti         | 40  | 8  | 110  | 11    | 9     | 13        | 19        | 68        | 2         | 8         | 25        | 8           | 8           | 100         | 7        | 13       | 20       | 0    | 0    | 4     | 6     | 9   |
| Benjamin Marchiaro     | 39  | 16 | 183  | 28    | 6     | 7         | 17        | 41        | 7         | 31        | 23        | 4           | 6           | 67          | 3        | 28       | 31       | 0    | 1    | 15    | 8     | 6   |
| Samuele Ringressi      | 4   | 2  | 3    | 1     | 0     | 2         | 2         | 100       | 0         | 1         | 0         | 0           | 0           | 0           | 0        | 0        | 0        | 0    | 0    | 0     | 0     | 0   |
| Mattia Civetta         | 0   | 3  | 3    | 0     | 0     | 0         | 0         | 0         | 0         | 0         | 0         | 0           | 0           | 0           | 0        | 1        | 1        | 0    | 0    | 0     | 0     | 0   |
| Matteo Barattieri      | 0   | 1  | 2    | 0     | 0     | 0         | 1         | 0         | 0         | 0         | 0         | 0           | 0           | 0           | 0        | 0        | 0        | 0    | 0    | 0     | 0     | 0   |
| Pietro Alberici        | 0   | 2  | 3    | 0     | 0     | 0         | 0         | 0         | 0         | 0         | 0         | 0           | 0           | 0           | 0        | 0        | 0        | 0    | 0    | 0     | 0     | 0   |
| Mattia Molinari        | 0   | 4  | 17   | 3     | 0     | 0         | 0         | 0         | 0         | 0         | 0         | 0           | 0           | 0           | 1        | 0        | 1        | 0    | 0    | 1     | 0     | 1   |

#### Ai Playoff (Tabellone 2)
| Nome                   | Pun | G | Min | Falli | Falli | Tiri da 2 | Tiri da 2 | Tiri da 2 | Tiri da 3 | Tiri da 3 | Tiri da 3 | Tiri Liberi | Tiri Liberi | Tiri Liberi | Rimbalzi | Rimbalzi | Rimbalzi | Stop | Stop | Palle | Palle | Ass |
| Nome                   | Pun | G | Min | C     | S     | R         | T         | %         | R         | T         | 3P%       | R           | T           | TL%         | O        | D        | T        | D    | S    | P     | R     | Ass |
| ---------------------- | --- | - | --- | ----- | ----- | --------- | --------- | --------- | --------- | --------- | --------- | ----------- | ----------- | ----------- | -------- | -------- | -------- | ---- | ---- | ----- | ----- | --- |
| Nicolò Bertocco        | 68  | 5 | 117 | 10    | 13    | 9         | 25        | 36        | 11        | 20        | 55        | 17          | 20          | 85          | 3        | 20       | 23       | 1    | 2    | 4     | 4     | 1   |
| Lisandro Rasio         | 62  | 5 | 136 | 10    | 22    | 21        | 55        | 38        | 3         | 8         | 38        | 11          | 24          | 46          | 25       | 17       | 42       | 0    | 4    | 9     | 4     | 14  |
| Mattia Mastroianni     | 57  | 5 | 152 | 10    | 9     | 10        | 23        | 43        | 11        | 27        | 41        | 4           | 5           | 80          | 6        | 19       | 25       | 2    | 1    | 11    | 6     | 8   |
| Martino Criconia       | 51  | 5 | 152 | 11    | 15    | 6         | 13        | 46        | 8         | 29        | 28        | 15          | 18          | 83          | 5        | 20       | 25       | 2    | 0    | 12    | 8     | 10  |
| Lucas Maglietti        | 41  | 5 | 137 | 19    | 12    | 9         | 20        | 45        | 7         | 27        | 26        | 2           | 6           | 33          | 1        | 8        | 9        | 0    | 0    | 16    | 7     | 14  |
| Antonio Jacopo Soviero | 37  | 5 | 103 | 14    | 18    | 11        | 18        | 61        | 2         | 2         | 100       | 9           | 20          | 45          | 8        | 15       | 23       | 1    | 2    | 8     | 4     | 8   |
| Zakaria El Agbani      | 22  | 5 | 81  | 11    | 3     | 2         | 6         | 33        | 5         | 15        | 33        | 3           | 5           | 60          | 3        | 15       | 18       | 0    | 0    | 2     | 2     | 0   |
| Luca Manenti           | 18  | 5 | 61  | 9     | 3     | 5         | 14        | 36        | 1         | 2         | 50        | 5           | 6           | 83          | 2        | 9        | 11       | 0    | 2    | 6     | 1     | 2   |
| Matteo Zanetti         | 8   | 5 | 55  | 13    | 2     | 4         | 8         | 50        | 0         | 2         | 0         | 0           | 0           | 0           | 2        | 8        | 10       | 0    | 1    | 5     | 0     | 0   |
| Mattia Molinari        | 0   | 2 | 6   | 0     | 0     | 0         | 0         | 0         | 0         | 1         | 0         | 0           | 0           | 0           | 0        | 0        | 0        | 0    | 0    | 0     | 0     | 0   |

### Record

#### Record di squadra
- Miglior vittoria per differenza punti:
- Più punti realizzati in un quarto:
- Più punti realizzati in un tempo:
- Meno punti subiti in un quarto:
- Meno punti subiti in un tempo:
- Peggior vittoria per differenza punti:
- Peggior sconfitta per differenza punti:
- Meno punti realizzati in un quarto:
- Meno punti realizzati in un tempo:
- Più punti subiti in un quarto:
- Più punti subiti in un tempo:
- Minor sconfitta per differenza punti:
- Maggior serie di vittorie consecutive:
- Maggior serie di sconfitte consecutive:
- Posizione più alta in classifica: 3ª alla 5ª giornata;
- Posizione più bassa in classifica: 15ª dalla 20ª alla 22ª giornata;
- Maggior numero di punti totali in una partita:
- Minor numero di punti totali in una partita:
- Numero totale di punti realizzati: 3180;
- Numero totale di punti subiti: 3213;
- Numero totale di assist realizzati: 547;
- Numero totale di rimbalzi realizzati: 1407;
- Numero totale di palle rubate: 360;
- Numero totale di palle perse: 492;
- Numero totale di falli subiti: 901;
- Numero totale di falli commessi: 929.

## Classifica

### Serie B

#### Girone A
Aggiornata al 21 aprile 2024
|  | Pos. | Squadra                             | Pt | G  | V  | P  | PtF  | PtS  | Dif  | SD  |
|  | ---- | ----------------------------------- | -- | -- | -- | -- | ---- | ---- | ---- | --- |
|  | 1    | Caffè Toscano Livorno               | 56 | 34 | 28 | 6  | 2776 | 2468 | 308  |     |
|  | 2    | Akern Libertas Livorno              | 54 | 34 | 27 | 7  | 2628 | 2348 | 280  |     |
|  | 3    | Fabo Herons Montecatini             | 50 | 34 | 25 | 9  | 2744 | 2488 | 256  |     |
|  | 4    | Gema Montecatini                    | 40 | 34 | 20 | 14 | 2655 | 2547 | 108  |     |
|  | 5    | Del.Fes Avellino                    | 38 | 34 | 19 | 15 | 2565 | 2452 | 113  |     |
|  | 6    | Bakery Basket Piacenza              | 36 | 34 | 18 | 16 | 2567 | 2566 | 1    | 3-1 |
|  | 7    | Solbat Piombino                     | 36 | 34 | 18 | 16 | 2825 | 2781 | 44   | 2-2 |
|  | 8    | Geko PSA Sant'Antimo                | 36 | 34 | 18 | 16 | 2596 | 2686 | -90  | 1-3 |
|  | 9    | SAE Scientifica Legnano             | 32 | 34 | 16 | 18 | 2616 | 2605 | 11   |     |
|  | 10   | Fiorenzuola Bees                    | 32 | 34 | 16 | 18 | 2658 | 2623 | 35   |     |
|  | 11   | Lissone Interni Brianza Casa Basket | 30 | 34 | 15 | 19 | 2749 | 2821 | -72  |     |
|  | 12   | Logiman Pall. Crema                 | 30 | 34 | 15 | 19 | 2547 | 2604 | -57  |     |
|  | 13   | Paffoni Fulgor Omegna               | 30 | 34 | 15 | 19 | 2726 | 2692 | 34   |     |
|  | 14   | Rimadesio Desio                     | 26 | 34 | 13 | 21 | 2547 | 2693 | -146 | 2-0 |
|  | 15   | BPC Virtus Cassino                  | 26 | 34 | 13 | 21 | 2642 | 2834 | -192 | 0-2 |
|  | 16   | N.P.C. Rieti                        | 22 | 34 | 11 | 23 | 2536 | 2693 | -157 |     |
|  | 17   | Lars Virtus Arechi Salerno (-3)     | 19 | 34 | 11 | 23 | 2465 | 2731 | -266 |     |
|  | 18   | Paperdi Caserta                     | 16 | 34 | 8  | 26 | 2528 | 2738 | -210 |     |

Legenda:

      Qualificate ai Play Off
      Ammesse ai Play Out
      Retrocessa direttamente in Serie B Interregionale

#### Playoff (Tabellone 2)
|  | Quarti di finale | Quarti di finale      | Quarti di finale  | Quarti di finale | Quarti di finale | Quarti di finale | Quarti di finale |  |  | Semifinali            | Semifinali            | Semifinali            | Semifinali            | Semifinali | Semifinali | Semifinali |    |    | Finale       | Finale       | Finale | Finale | Finale | Finale | Finale |  |
|  |                  |                       |                   |                  |                  |                  |                  |  |  |                       |                       |                       |                       |            |            |            |    |    |              |              |        |        |        |        |        |  |
|  | 1B               | Pall. Roseto          | Pall. Roseto      | 85               | 81               | 85               | 86               |  |  |                       |                       |                       |                       |            |            |            |    |    |              |              |        |        |        |        |        |  |
|  | 8A               | Partenope             | Partenope         | 68               | 68               | 88               | 79               |  |  | Pall. Roseto          | Pall. Roseto          | Pall. Roseto          | 87                    | 80         | 69         | 87         |    |    |              |              |        |        |        |        |        |  |
|  | 4A               | Pall. Montecatini     | Pall. Montecatini | 68               | 83               | 60               | 70               |  |  | Janus Fabriano        | Janus Fabriano        | Janus Fabriano        | 83                    | 59         | 86         | 80         |    |    |              |              |        |        |        |        |        |  |
|  | 5B               | Janus Fabriano        | Janus Fabriano    | 54               | 99               | 66               | 85               |  |  |                       |                       |                       |                       |            |            |            |    |    | Pall. Roseto | Pall. Roseto | 72     | 54     | 62     | 60     | 74     |  |
|  | 3B               | Jesi Academy          | 70                | 80               | 91               | 61               | 81               |  |  |                       |                       | Libertas Livorno 1947 | Libertas Livorno 1947 | 66         | 64         | 56         | 76 | 81 |              |              |        |        |        |        |        |  |
|  | 6A               | Bakery Piacenza       | 52                | 63               | 99               | 72               | 78               |  |  | Jesi Academy          | Jesi Academy          | Jesi Academy          | Jesi Academy          | 60         | 65         | 69         |    |    |              |              |        |        |        |        |        |  |
|  | 2A               | Libertas Livorno 1947 | 83                | 62               | 64               | 56               | 72               |  |  | Libertas Livorno 1947 | Libertas Livorno 1947 | Libertas Livorno 1947 | Libertas Livorno 1947 | 69         | 73         | 72         |    |    |              |              |        |        |        |        |        |  |
|  | 7B               | Raggisolaris Faenza   | 68                | 67               | 63               | 61               | 59               |  |  |                       |                       |                       |                       |            |            |            |    |    |              |              |        |        |        |        |        |  |